# Wereldkampioenschap zijspancross 2019
Het Wereldkampioenschap zijspancross 2019 is een door de Fédération Internationale de Motocyclisme (FIM) georganiseerd kampioenschap voor zijspancrossers. 
De 40e editie van het Wereldkampioenschap werd gereden over veertien manches in tien verschillende landen.

## Erelijst
| Datum        | Locatie              | Goud                                    | Zilver                                  | Brons                                   |
| ------------ | -------------------- | --------------------------------------- | --------------------------------------- | --------------------------------------- |
| 7 april      | Lommel               | Marvin Vanluchene / Ben Van den Bogaart | Daniel Willemsen / Luc Rostingt         | Etienne Bax / Kaspars Stupelis          |
| 14 april     | Talavera de la Reina | Koen Hermans / Nicolas Musset           | Etienne Bax / Kaspars Stupelis          | Marvin Vanluchene / Ben Van den Bogaart |
| 22 april     | Oldebroek            | Etienne Bax / Kaspars Stupelis          | Daniel Willemsen / Andres Haller        | Marvin Vanluchene / Ben Van den Bogaart |
| 12 mei       | Kramolín             | Marvin Vanluchene / Ben Van den Bogaart | Arne Dierckens / Robbie Bax             | Koen Hermans / Nicolas Musset           |
| 19 mei       | Kiëv                 | Etienne Bax / Kaspars Stupelis          | Kert Varik / Lauris Daiders             | Koen Hermans / Nicolas Musset           |
| 2 juni       | Plomion              | Valentin Giraud / Andres Haller         | Etienne Bax / Kaspars Stupelis          | Arne Dierckens / Robbie Bax             |
| 9 juni       | Kiviõli              | Koen Hermans / Nicolas Musset           | Marvin Vanluchene / Ben Van den Bogaart | Etienne Bax / Kaspars Stupelis          |
| 7 juli       | Markelo              | Etienne Bax / Kaspars Stupelis          | Marvin Vanluchene / Ben Van den Bogaart | Stuart Brown / Josh Chamberlain         |
| 14 juli      | Straßbessenbach      | Etienne Bax / Kaspars Stupelis          | Arne Dierckens / Robbie Bax             | Stuart Brown / Josh Chamberlain         |
| 28 juli      | Stelpe               | Arne Dierckens / Robbie Bax             | Etienne Bax / Kaspars Stupelis          | Koen Hermans / Nicolas Musset           |
| 25 augustus  | Roggenburg           | Etienne Bax / Kaspars Stupelis          | Koen Hermans / Nicolas Musset           | Marvin Vanluchene / Ben Van den Bogaart |
| 1 september  | Gooik                | Marvin Vanluchene / Ben Van den Bogaart | Etienne Bax / Kaspars Stupelis          | Stuart Brown / Josh Chamberlain         |
| 8 september  | Gueugnon             | Marvin Vanluchene / Ben Van den Bogaart | Koen Hermans / Nicolas Musset           | Jake Brown / Joe Millard                |
| 15 september | Rudersberg           | Stuart Brown / Josh Chamberlain         | Etienne Bax / Kaspars Stupelis          | Marvin Vanluchene / Ben Van den Bogaart |

| Stand  | duo                                        | punten |
| ------ | ------------------------------------------ | ------ |
| Goud   | Etienne Bax / Kaspars Stupelis             | 604    |
| Zilver | Marvin Vanluchene / Ben Van den Bogaart    | 548    |
| Brons  | Koen Hermans / Nicolas Musset              | 447    |
| 4      | Stuart Brown / Josh Chamberlain            | 421    |
| 5      | Arne Dierckens / Robbie Bax                | 406    |
| 5      | Kert Varik / Lauris Daiders                | 331    |
| 7      | Zeno Compalati / Bastien Chopin            | 295    |
| 8      | Jake Brown / Joe Millard                   | 294    |
| 9      | Davy Sanders / Lari Kunnas                 | 252    |
| 10     | Kristof Santermans / Konstantinas Beleckas | 203    |